# Примера Дивисион (Уругвай)
Примера Дивисион де Уругвай (на испански: Primera División de Uruguay или Primera División Uruguaya) е най-високото стъпало в уругвайския клубен футбол. Провеждането на шампионата се организира от Уругвайската футболна асоциация.

## История
Първият футболен шампионат на Уругвай се провежда през 1900 г. и е спечелен от вече несъществуващият отбор на СУРКК. До 1932 г. първенството е аматьорско, като последният аматьорски шампион е Монтевидео Уондърърс.
През 1923 г. Пенярол и Сентрал (предшественик на Сентрал Еспаньол) са изключени от Уругвайската футболна асоциация (УФА), защото играят мачове срещу аматьорските по това време отбори от Аржентина Расинг Клуб и Индепендиенте (Авелянеда). Пенярол и Сентрал създават Уругвайската футболна федерация (УФФ), която в продължение на три години организира паралелно първенство (третото не завършва) и дори събира играчи на двата отбора във втори национален отбор на Уругвай, който изиграва няколко международни мача. Някои от уругвайските отбори дори участват с по един тим всяко от паралелните първенства. През 1926 г. УФФ се разпада и отборите от нея се връщат в АУФ. Титлите на шампионите на ФУФ – Монтевидео Уондърърс и Пенярол – не са признати от УФА. Първенството през 1926 г., в което участват отбори от двете федерации не е организирано от УФА, а от Консехо Провисорио и затова не се счита за официален турнир на УФА и титлата на Пенярол не е официално призната.
През 1994 г. първенството е разделено на две фази – Апертура и Клаусура, като след изиграването на последните мачове отборите на първо място в двете фази играят два мача на разменено гостуване за определяне на шампиона. Ако това е един и същи отбор, той автоматично става шампион. Взето е решение от сезон 2005/2006 шампионата да се провежда на принципа есен-пролет (според северното полукълбо), както е в повечето европейски първенства. Затова през пролетта на 2005 г. е проведен минишампионат, в който отборите не играят по два пъти един срещу друг, а само по веднъж. Други нововъведение от сезон 2005/2006 е, че победителят от мачове между класираните на първо място в Апертура и Клаусура играе срещу отбора, който е на първо място след събирането на резултатите от двете класирания и по този начин се определя кой е шампион на страната. Последната промяна е намалянето на отборите – отпадат три, а промоция печелят само два. През сезон 2006/2007 отпадат два, изкачва се един и по този начин отборите от 18 стават 16.
„Европейската“ система на първенството се оказва неуспешна. Една от целите е да се предотврати напускането на играчи в посока Европа, когато там е рято и тече предсезонната подготовка, а в Уругвай сезонът е в разгара си. Промяната в цикъла обаче не дава резултат. Други негативни резултати са, че отборите се класират прекалено рано за Копа Либертадорес и преди този турнир има два трансферни прозореца, вместо досегашния един през декември. Затова от сезон 2008/2009 първенството отново ще се провежда в рамките на една календарна година.

## Отбори през сезон 2013/2014
Всички отбори през сезон 2013/2014 са от столицата Монтевидео, с изключение на от Серо Ларго и Хувентуд, който е от Лас Пиедрас.
- Данубио
- Дефенсор Спортинг
- Eл Танке Сислей
- Феникс
- Ливърпул Монтевидео
- Мирамар Мисионес
- Насионал Монтевидео
- Пенярол
- Расинг
- Ривър Плейт Монтевидео
- Рентистас
- Серо
- Серо Ларго ФК
- Суд Америка
- Хувентуд
- Монтевидео Уондърърс

## Шампиони

### Аматьорска ера
| Година | Шампион              |
| ------ | -------------------- |
| 1900   | СУРКК                |
| 1901   | СУРКК                |
| 1902   | Насионал Монтевидео  |
| 1903   | Насионал Монтевидео  |
| 1904   | Не се провежда       |
| 1905   | СУРКК                |
| 1906   | Монтевидео Уондърърс |
| 1907   | СУРКК                |
| 1908   | ФК Ривър Плейт       |
| 1909   | Монтевидео Уондърърс |
| 1910   | ФК Ривър Плейт       |
| 1911   | СУРКК                |
| 1912   | Насионал Монтевидео  |
| 1913   | ФК Ривър Плейт       |
| 1914   | ФК Ривър Плейт       |
| 1915   | Насионал Монтевидео  |

| Година | Шампион                   |
| ------ | ------------------------- |
| 1916   | Насионал Монтевидео       |
| 1917   | Насионал Монтевидео       |
| 1918   | Пенярол                   |
| 1919   | Насионал Монтевидео       |
| 1920   | Насионал Монтевидео       |
| 1921   | Пенярол                   |
| 1922   | Насионал Монтевидео       |
| 1923   | Насионал Монтевидео       |
| 1924   | Насионал Монтевидео       |
| 1925   | Не е завършен             |
| 1926   | Няма официално първенство |
| 1927   | Рампла Хуниорс            |
| 1928   | Пенярол                   |
| 1929   | Пенярол                   |
| 1930   | Не се провежда            |
| 1931   | Монтевидео Уондърърс      |

1. ↑  Отборът на СУРКК е предмет на спорове. Според някои Пенярол е прозвище на СУРКК от самото създаване на отбора и на 12 март 1914 г. той официално е преименуван на Пенарол. Според други СУРКК закрива футболния си отбор и негови членове основават Пенярол на 13 декември 1913 г.
2. ↑  През 1904 г. шампионатът не се провежда заради гражданската война в Уругвай.
3. ↑  ФК ривър Плейт и Ривър Плейт Монтевидео са два различни отбора, въпреки че малцина смятат обратното.
4. ↑  През 1925 г. шампионатът не е прекъснат от правителството заради разцепването във федерацията, споменато по-горе.
5. ↑  Първенството през 1926 г., в което участват отбори от двете федерации, не е организирано от УФА, а от Консехо Провисорио и затова не се счита за официален турнир на УФА и асоциацията не признава титлата, спечелена от Пенярол.
6. ↑  През 1930 г. шампионатът не се провежда заради организирането на първото световно първенство.

### Професионална ера
| Година | Шампион             |
| ------ | ------------------- |
| 1932   | Пенярол             |
| 1933   | Насионал Монтевидео |
| 1934   | Насионал Монтевидео |
| 1935   | Насионал Монтевидео |
| 1936   | Пенярол             |
| 1937   | Пенярол             |
| 1938   | Пенярол             |
| 1939   | Насионал Монтевидео |
| 1940   | Насионал Монтевидео |
| 1941   | Насионал Монтевидео |
| 1942   | Насионал Монтевидео |
| 1943   | Насионал Монтевидео |
| 1944   | Пенярол             |
| 1945   | Пенярол             |
| 1946   | Насионал Монтевидео |
| 1947   | Насионал Монтевидео |
| 1948   | Не е завършен       |
| 1949   | Пенярол             |
| 1950   | Насионал Монтевидео |
| 1951   | Пенярол             |
| 1952   | Насионал Монтевидео |
| 1953   | Пенярол             |
| 1954   | Пенярол             |
| 1955   | Насионал Монтевидео |
| 1956   | Насионал Монтевидео |
| 1957   | Насионал Монтевидео |
| 1958   | Пенярол             |
| 1959   | Пенярол             |

| Година | Шампион                |
| ------ | ---------------------- |
| 1960   | Пенярол                |
| 1961   | Пенярол                |
| 1962   | Пенярол                |
| 1963   | Насионал Монтевидео    |
| 1964   | Пенярол                |
| 1965   | Пенярол                |
| 1966   | Насионал Монтевидео    |
| 1967   | Пенярол                |
| 1968   | Пенярол                |
| 1969   | Насионал Монтевидео    |
| 1970   | Насионал Монтевидео    |
| 1971   | Насионал Монтевидео    |
| 1972   | Насионал Монтевидео    |
| 1973   | Пенярол                |
| 1974   | Пенярол                |
| 1975   | Пенярол                |
| 1976   | Клуб Атлетико Дефенсор |
| 1977   | Насионал Монтевидео    |
| 1978   | Пенярол                |
| 1979   | Пенярол                |
| 1980   | Насионал Монтевидео    |
| 1981   | Пенярол                |
| 1982   | Пенярол                |
| 1983   | Насионал Монтевидео    |
| 1984   | Сентрал Еспаньол       |
| 1985   | Пенярол                |
| 1986   | Пенярол                |
| 1987   | Клуб Атлетико Дефенсор |

| Година  | Шампион             |
| ------- | ------------------- |
| 1988    | Данубио             |
| 1989    | Прогресо            |
| 1990    | Бела Виста          |
| 1991    | Дефенсор Спортинг   |
| 1992    | Насионал Монтевидео |
| 1993    | Пенярол             |
| 1994    | Пенярол             |
| 1995    | Пенярол             |
| 1996    | Пенярол             |
| 1997    | Пенярол             |
| 1998    | Насионал Монтевидео |
| 1999    | Пенярол             |
| 2000    | Насионал Монтевидео |
| 2001    | Насионал Монтевидео |
| 2002    | Насионал Монтевидео |
| 2003    | Пенярол             |
| 2004    | Данубио             |
| 2005    | Насионал Монтевидео |
| 2005/06 | Насионал Монтевидео |
| 2006/07 | Данубио             |
| 2007/08 | Дефенсор Спортинг   |
| 2008/09 | Насионал Монтевидео |
| 2009/10 | Пенярол             |
| 2010/11 | Насионал Монтевидео |
| 2011/12 | Насионал Монтевидео |
| 2012/13 | Пенярол             |
| 2013/14 | Данубио             |
| 2014/15 | Насионал Монтевидео |

1. ↑  През 1948 г. шампионатът не завършва заради стачка на футболистите.
2. ↑  Заради натовареността на футболната програма в Уругвай, през сезон 1989 отборите играят само един мач помежду си (по 13 мача на отбор).
3. ↑  През пролетта на 2005 г. е проведен минишампионат, в който отборите не играят по два пъти един срещу друг, а само по веднъж.

### По отбори

#### Аматьорски титли
- 11 – Насионал Монтевидео
- 9 – СУРКК и Пенярол[1]
- 4 – ФК Ривър Плейт[2]
- 3 – Монтевидео Уондърърс
- 1 – Рампла Хуниорс

#### Професионални титли
- 38 – Пенярол
- 34 – Насионал Монтевидео
- 4 – Клуб Атлетико Дефенсор и Дефенсор Спортинг[3]
- 4 – Данубио
- 1 – Бела Виста
- 1 – Сентрал Еспаньол
- 1 – Прогресо

#### Общо
- 47 – Пенярол и СУРКК
- 45 – Насионал Монтевидео
- 4 – Дефенсор Спортинг
- 4 – Данубио
- 4 – ФК Ривър Плейт
- 3 – Монтевидео Уондърърс
- 1 – Рампла Хуниорс
- 1 – Сентрал Еспаньол
- 1 – Прогресо
- 1 – Бела Виста